# コルネリス・ファン・フォレンホーフェン

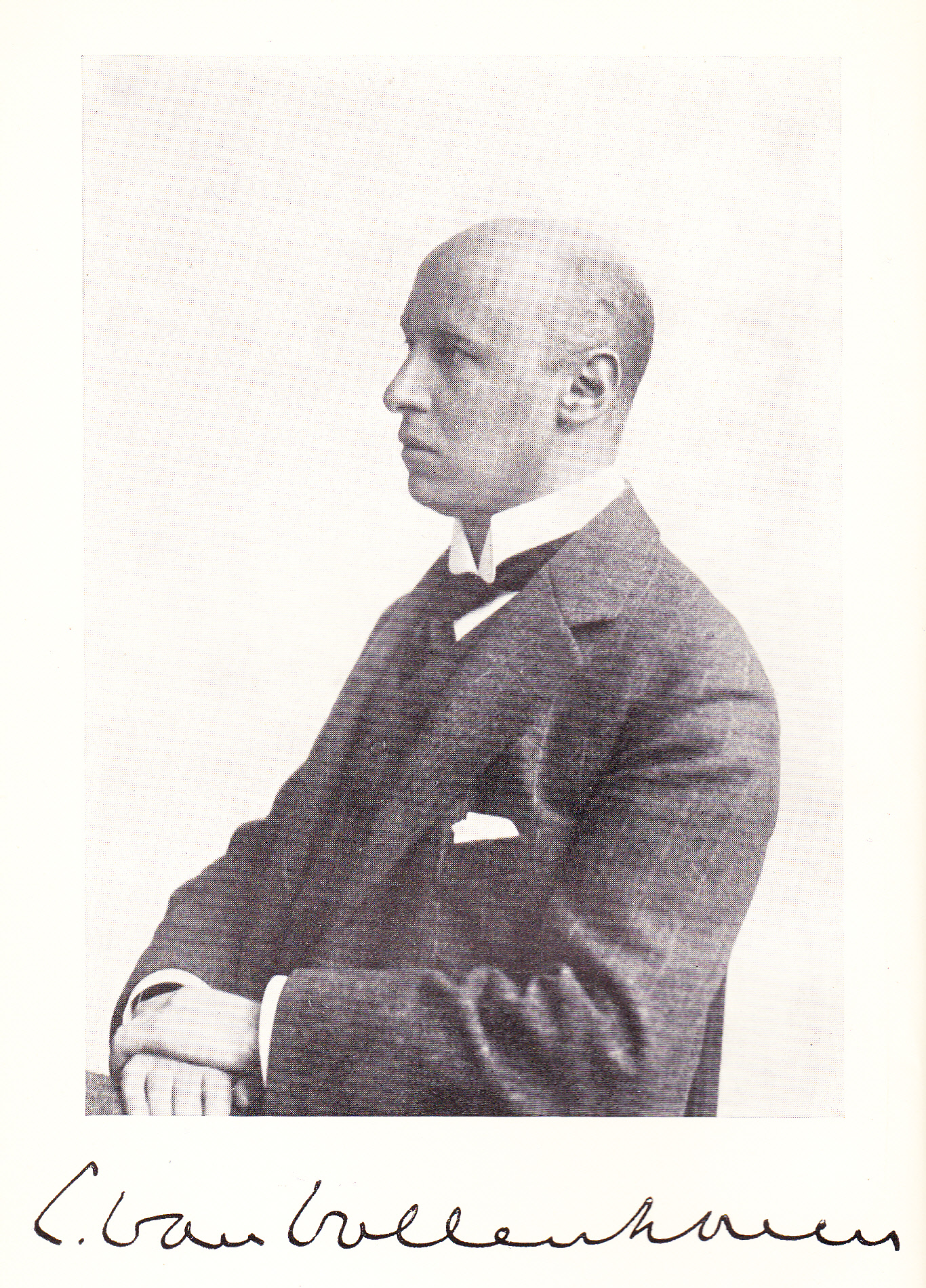
「コルネリス・ファン・フォレンホーフェン」を編集中 (1917)

コルネリス・ファン・フォレンホーフェン（Cornelis van Vollenhoven, 1874年5月8日 - 1933年4月29日）は、オランダの法学者。ライデン・アダット法学派（ライデン学派）の確立者として知られる。

## 人物
ホラント州（現南ホラント州）ドルトレヒトに生まれる。ライデン大学に学び、法学修士、セム語学士、政治学修士を取得後、1898年に法学、政治学で博士号を取得（「国際法の概観と内容 Omtrek en inhoud van het internationale recht」）。1901年にライデン大学教授に就任。インドネシアのアダット法と国際法の研究・教育に専念し、影響力を持った。1932年には、アムステルダム大学より名誉博士号授与。1933年、ライデンにて没する。

## 研究・業績
インドネシア各地のアダットは、それまでも研究者の注目を浴びていたが、彼によって初めて学問的に体系化された。1918年に大著『オランダ領東インドの慣習法』第1巻が完成し、それまでのオランダ植民地政庁が推し進めていた法体系の一元化、西欧化の再検討とともにアダットの多様性を認めるよう主張。ユトレヒト学派と対立するも、最終的に勝利した。また、1910年以来、『慣習法集成』の刊行を指揮した。このプロジェクトは彼の死後も弟子に受け継がれ、45巻に及ぶものとなった。

## 思想的背景
フォレンホーフェンの思想的背景には、ドイツ・ロマン主義、とりわけ、カール・サヴィニーの歴史法学の影響があった（Burns 2004）。サヴィニーによれば、あらゆる法は、まず習俗と民族の信念とによって生まれ、次いで法学によって成立するもので、民族の歴史的発展の所産であり、したがって、法は立法者の恣意に左右されるものではない。このロマン主義的投影をフォレンホーフェンはオランダ領東インドに求めたのである。

## 著作
- 1918, Het Adatrecht van Nederlandsch-Indië Deel 1, Leiden.
- 1931, Het Adatrecht van Nederlandsch-Indië Deel 2, Leiden.
- 1933, Het Adatrecht van Nederlandsch-Indië Deel 3, Leiden.
- 1919, De Indonesiër en zijn grond, Leiden.
- 1928, Ontdekking van het Adatrecht, Leiden.
- 1934, Du droit de Paix. De Iure Pacis Franstalig, Den Haag.